# Dick Hyman

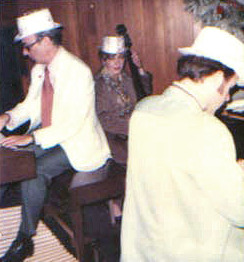
Hyman e Bubba Kolb (foto de Laura Kolb)

Dick Hyman (nascido Richard Hyman, Nova York, 8 de Março de 1927) é um pianista de jazz e compositor norte-americano, tendo lançado centenas de álbuns em mais de 50 anos de carreira, tanto solo como em parcerias com outros músicos. Trabalhou com o cineasta Woody Allen.

## Discografia (seleção)
- 1981 - Live At Michael´s Pub (JazzMania) com Roger Kellaway
- 1988 - 14 Piano Favourites (Music & Arts)
- 1990 - Music Of 1937 (Concord)
- 1990 - Stride Piano Summit (Milestone) com Harry Sweets Edison, Jay McShann, Red Callender
- 1990 - Plays Duke Ellington (Reference)
- 1993 - Concord Duo Series, Vol. 6  (Concord) com Ralph Sutton
- 1995 - Elegies, Mostly (Gemini) com Niels-Henning Ørsted Pedersen
- 1995 - Cheek To Cheek (Arbors)
- 1998 - Dick & Derek At The Movies (Arbors) com Derek Smith
- 2001 - Forgotten Dreams (Arbors) com John Sheridan